# パリセイズ (ハドソン川)

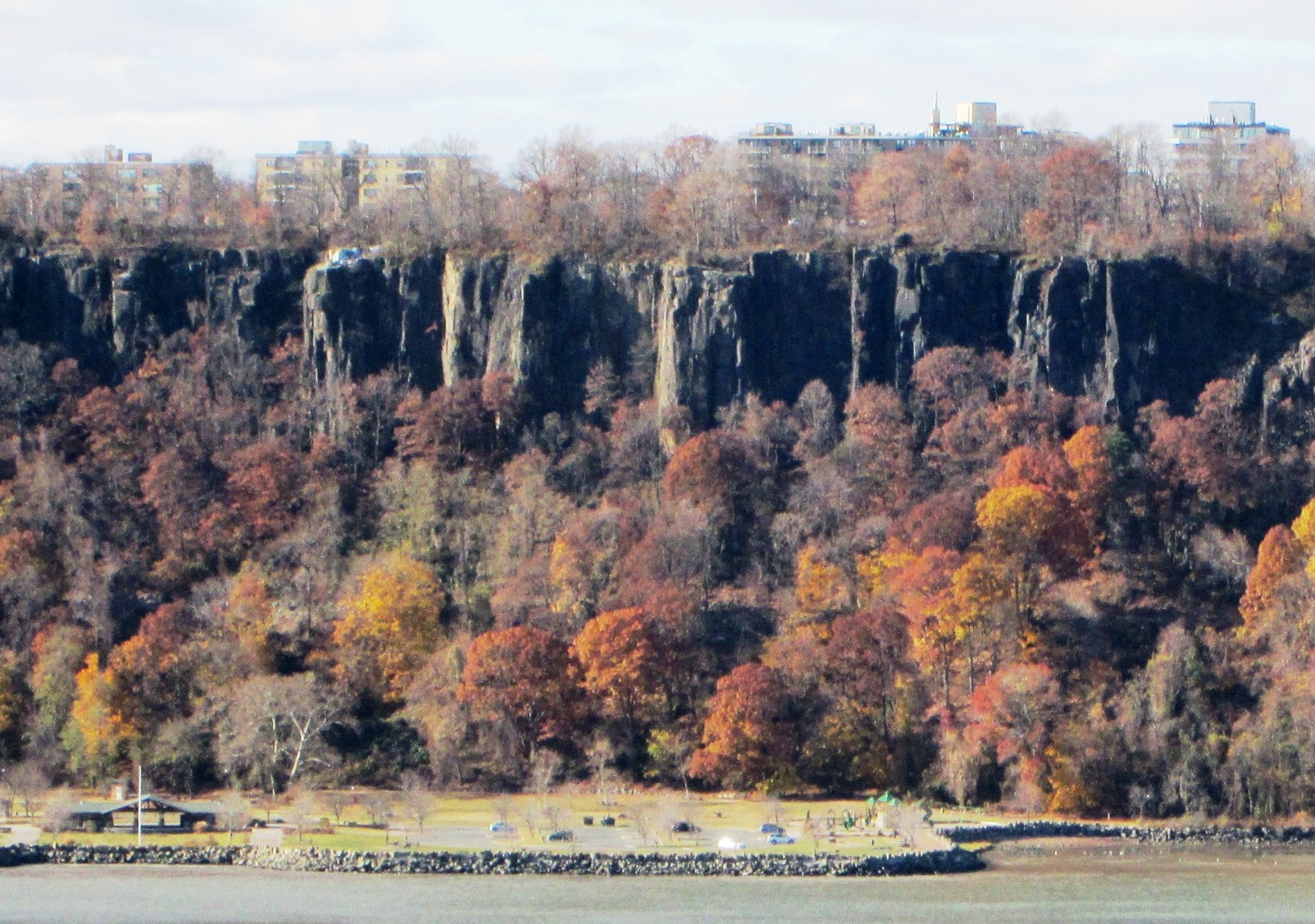
マンハッタンのワシントンハイツからハドソン川越しに見えるパリセイズ

パリセイズ（英語: The Palisades）は、「ニュージャージー・パリセイズ」とも「ハドソン川パリセイズ」とも呼ばれ、アメリカ合衆国ニュージャージー州北東部とニューヨーク州南東部にあるハドソン川下流の西側に沿って連なる険しい崖である。この崖はジャージー・シティから北へ約32km、ニューヨーク州ナイアック付近まで伸びており、ニューヨーク州ハベストローでも見ることができる。フォートリーの北では、パリセイズはパリセーズ州際パークの一部であり、国指定天然記念物である。
パリセイズはジョージ・ワシントン・ブリッジの北側でハドソン川の渓谷を形成し、マンハッタンの西側スカイラインとして眺めることができる、ニューヨーク市近郊で最もドラマチックな地質のひとつである。パリセイズは、そのほとんどがニュージャージー州にあるニューアーク盆地（リフト盆地）上にある。

## 語源
パリセイドはpole（杭）と同じ語源で、最終的にはラテン語で杭を意味するpalusに由来する。一般に「パリセイド」とは、木の杭や木の幹で作られた防御用の柵や壁のことである。レナペ族はこの崖を「並木のような岩」と呼んでいたが、この言葉がニュージャージー州の町「ウィホーケン」の名前となり、マンハッタンのミッドタウンの向かいの崖の頂上にある。

## 参照項目
- パシフィック・パリセイズ (ロサンゼルス近郊の住宅街で、パリセイズ地形なので)
- ケンタッキー川パリセイズ（英語版）